# Хайнерсройт
Хайнерсройт (нем. Heinersreuth) — община  в Германии, в Республике Бавария. 
Подчиняется административному округу Верхняя Франкония. Входит в состав района Байройт.  Население составляет 3713 человек (на 31 декабря 2010 года). Занимает площадь 14,63 км². Местные регистрационные номера транспортных средств (коды автомобильных номеров) (нем. Kraftfahrzeugkennzeichen) — BT.
Община подразделяется на 13 сельских округов.
Община подразделяется на 6 сельских округов.

## Население
По оценке на 31 декабря 2015 года население общины Хайнерсройт составляет 3683 чел. 

| Дата      | 1840 | 1871 | 1900 | 1925 | 1939 | 1950 | 1961 | 1970 | 1987 | 2011 |
| --------- | ---- | ---- | ---- | ---- | ---- | ---- | ---- | ---- | ---- | ---- |
| Население | 1424 | 1628 | 1653 | 1974 | 2069 | 2571 | 2494 | 2708 | 3301 | 3715 |

| Год       | 1960 | 1970 | 1980 | 1990 | 2000 | 2009 | 2010 | 2011 | 2012 | 2013 | 2014 | 2015 |
| --------- | ---- | ---- | ---- | ---- | ---- | ---- | ---- | ---- | ---- | ---- | ---- | ---- |
| Население | 2434 | 2725 | 3203 | 3685 | 3754 | 3746 | 3713 | 3691 | 3675 | 3724 | 3760 | 3683 |